# Иржска
Иржска (чеш. Jiřská — Георгиевская) — улица Пражского Града. Идет от восточного входа в Град до площади «У Святого Георгия». Названа по одноимённой романской базилике (Иржи по-чешски Георгий). Длина примерно 250 метров.
Улица существовала ещё в IX веке. Археологические исследования выявили слои камня с XI—XIII веков, а также человеческие кости. Улица была частью пути от бродов через Влтаву через Кларов в Град. В начале XII века Собеслав I стал возводить новые укрепления Града, и улица стала проходить через Чёрную башню, поэтому в это время иногда используется название «К Черной башне» (чеш. K Černé věži).
Официально название «Ирска» действует с 1870 года.
На улице сосредоточено большое количество исторических памятников. К Иржской примыкает знаменитая Золотая улочка, кроме того там стоят Базилика Святого Георгия, Старое бургграфство, Лобковицкий дворец.